# フィリップ・シラー
フィリップ・W・シラー (Philip W. Schiller)、通称フィル・シラー（Phil Schiller, 1960年-）は、Appleフェロー（前ワールドワイドマーケティング担当上級副社長）。2020年8月5日、スティーブ・ジョブズ復帰後に廃止されていた役職のApple フェローに昇格することが発表された。後任のワールドワイドマーケティング担当上級副社長は、グレッグ・ジョズウィアック。

## 略歴
1982年、ボストンカレッジを卒業（生物学専攻）。主にマーケティング分野でキャリアを積む。
FirePower Systems（NeXTのハードウェア部門をスピンアウトさせたキヤノンの子会社）のプロダクトマーケティング副社長、マクロメディアのプロダクトマーケティング担当副社長を務めた後、スティーブ・ジョブズがAppleの経営の実権を握った1997年8月、前任のゲリーノ・デルーカが退社したことによりマーケティング担当副社長に就任した。
役職柄、表舞台に登場することが多く、Macworld Conference & Expo、Worldwide Developers Conferenceなどのイベントでスピーカーを務めている。iMac、iBook、macOS、iPhoneなどのマーケティングを統括したほか、Appleの主要な製品開発にも関わり、iPodのスクロールホイールのアイデアはシラーによるものだという。
2019年9月に退職したスティーブ・ダウリングの一時的な代理として、2021年5月にステラ・ローが広報担当VPに就任するまで、シラーが広報担当を兼ねていた。
2022年11月19日、イーロン・マスクにより買収されたツイッターのアカウントを削除された。